# Dysphania auctata
Dysphania auctata là một loài bướm đêm trong họ Geometridae.